# Tijd-ruimtespecifieke innovatie
Tijd-ruimte specifieke innovatie is een begrip dat als criterium gebruikt kan worden bij toeristisch-recreatieve productontwikkeling. Het is bedoeld als een oplossing voor de voortschrijdende standaardisering. Ook in de toeristenindustrie worden veel concepten en ideeën gekopieerd, zodat er plaatsen ontstaan die uitwisselbaar zijn. Een vakantiegids biedt hiervan vele voorbeelden. Standaardisering vormt een bedreiging voor de identiteit van plaatsen en streken. Bij een overmatig aanbod aan standaardproducten kan alleen nog met een lage prijs de concurrentiepositie worden veilig gesteld. Daarmee kan de vraag naar verscheidenheid voor toeristische ervaringen onvoldoende worden beantwoord. Wanneer evenwel productvernieuwing mede gebaseerd wordt op de specifieke kenmerken van een plaats of gebied kan een concurrentievoordeel worden behaald.